# Annie Anner
Annie Anner var artistnamnet som svenskan Anne-Lie Thorslund, född 12 juli 1966, använde då hon släppte italodiscomusik. Den största succén hade låten "Night In The City" som släpptes 1985.

## Diskografi
Studioalbum
- 1987 – Come On

Singlar
- 1985 – "Night In The City"
- 1985 – "Grå Regnig Morgon"
- 1986 – "Robotman"
- 1986 – "Come On And Dance"
- 1987 – "The Human Race"
- 1987 – "I Feel So Blue"
- 2017 – "80s In My Heart"